# Sea Change
Albums de Beck
Midnite Vultures
(1999) Guero
(2005)
Sea Change est le huitième album de Beck, assez acoustique, sorti en 2002. Il a été écrit à la suite de la rupture de sa liaison amoureuse avec Leigh Limon qui a fortement influencé son écriture (« Lost Cause » par exemple).

## Liste des titres
| No  | Titre                 | Durée |
| --- | --------------------- | ----- |
| 1.  | The Golden Age        | 4:35  |
| 2.  | Paper Tiger           | 4:36  |
| 3.  | Guess I'm Doing Fine  | 4:49  |
| 4.  | Lonesome Tears        | 5:38  |
| 5.  | Lost Cause            | 3:47  |
| 6.  | End of the Day        | 5:03  |
| 7.  | It's All in Your Mind | 3:06  |
| 8.  | Round the Bend        | 5:15  |
| 9.  | Already Dead          | 2:59  |
| 10. | Sunday Sun            | 4:45  |
| 11. | Little One            | 4:27  |
| 12. | Side of the Road      | 3:23  |

## Singles
- Lost Cause
- Guess I'm Doing Fine
- Little One
- Lonesome Tears

La vidéo de Guess I'm Doing Fine fut réalisée par Spike Jonze.

## Influences
- Neil Young
- Serge Gainsbourg (en particulier sur Paper Tiger dont la musique ressemble à Melody Nelson)